# Ujiji
Ujiji es la ciudad más antigua del oeste de Tanzania, se encuentra en la orilla oriental del lago Tanganica, a unos 10 km al sur de Kigoma. En 1900, la población se estimaba en 10.000 habitantes, pero hacia 1967 decreció hasta los 4.100. Forma parte de la zona urbana de Kigoma/Ujiji, cuya población era de cerca 50.000 habitantes en 1978.
Fue visitada por primera vez por europeos el 13 de febrero de 1858, cuando los exploradores británicos Richard Burton y John Hanning Speke llegaron a Ujiji, descubriendo así el lago Tanganica. Más tarde, el periodista y explorador Henry Morton Stanley, enviado por el periódico New York Herald, encontró en Ujiji a David Livingstone en octubre de 1871, momento en el que Stanley supuestamente pronunció la frase "el doctor Livingstone, supongo". Posteriormente Stanley relató su hazaña en el libro Como encontré a Livingstone (How I found Livingstone).